# Bahnhof Immelborn
Der Bahnhof Immelborn ist ein Keilbahnhof an der Werrabahn (Strecke 6311, heutige Kursbuchstrecke 575).

## Grunddaten
Bei der Deutschen Reichsbahn war der Bahnhof wie die benachbarten Bahnhöfe in Bad Liebenstein, Breitungen oder Marksuhl als „Bahnhof 3. Klasse“ eingeordnet. In der heutigen Stationspreisliste ist er als Preisklasse 6 gelistet. Zeitweise hielten in Immelborn Eilzüge, die von Bad Liebenstein kamen. Heute hält im Winterhalbjahr als einzige höherwertige Zuggattung auf der Werrabahn der Regional-Express „Rodelblitz“. Stündlich halten die Triebwagen der Süd-Thüringen-Bahn nach Bad Salzungen–Eisenach und nach Meiningen–Eisfeld(–Sonneberg–Neuhaus).

## Geschichte
Der Bahnhof wurde 1859 eröffnet. 1889 erfolgte eine Erweiterung der Anlagen mit der Inbetriebnahme der Zweigstrecke nach Bad Liebenstein. Zeitweise war der Bahnhof Immelborn Sitz einer Bahnmeisterei und er besaß auch drei Hauptgleise auf der Werrabahnseite.
Seit 1956 erhielt der Bahnhof mit dem Aufbau des Kieswerkes größere Bedeutung, es wurde mit einem Wagenaufkommen von 60 Wagen täglich gerechnet. In den 1970er Jahren wurden durch Nutzung durch das Wohnungsbaukombinat Suhl, der NVA und des Heizwerkes Bad Salzungen die Bahnanlagen in nordwestlicher Richtung erweitert.
Die Einstellung des Eisenbahnverkehrs in Richtung Bad Liebenstein 1970 brachte für den Bahnhof Immelborn keine großen Veränderungen. Erst nach der Wende wurden die Anschlussanlagen stillgelegt und die Schienen entfernt (Wohnungsbaukombinat, Heizwerk und Hartmetallwerk, Sägewerk). DB Cargo stellte den Einzelwagenverkehr ein, so dass nun auch die Ladestraße nicht mehr benötigt wurde. 1997 stellte auch das Kieswerk Immelborn seine Bahnverladung ein und als einziger Güterkunde verblieb nunmehr die Bundeswehr (zwei Anschlussgleise).

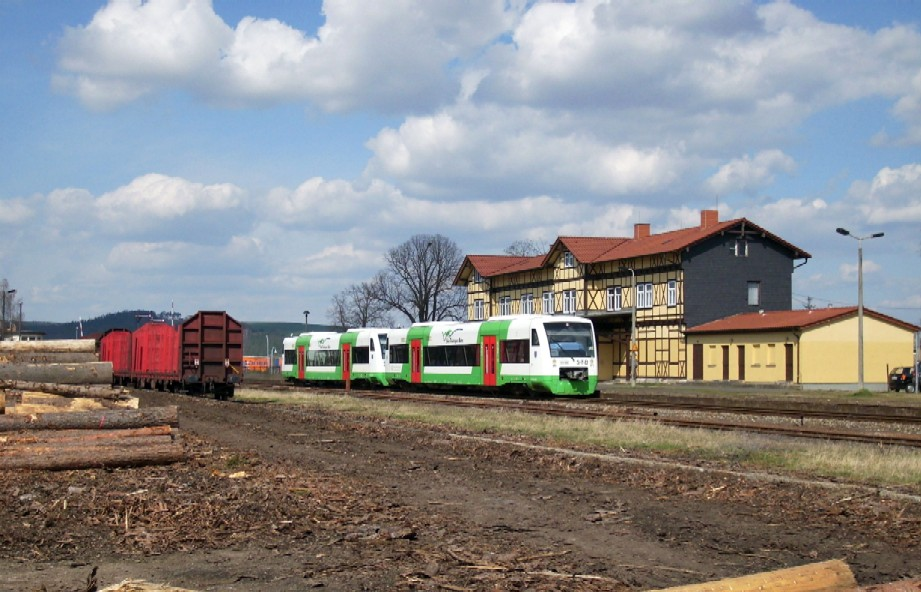
Regio-Shuttle im Bahnhof

Eine Auflassung des Bahnhofs erschien nur noch als eine Frage der Zeit, als der benachbarte Bahnhof Breitungen im Jahr 2000 geschlossen wurde. Das Kreuzungsgleis wurde nur noch sehr wenig genutzt. Es kam aber anders: 2005 wurde durch das Kieswerk die Anschlussbahn wieder in Betrieb genommen und seit 2006 findet wieder eine Kiesverladung statt. Ebenfalls seit 2006 wird durch eine Privatbahn die Ladestraße wieder genutzt. 2007 wurden sogar die Gleise der Bundeswehr zur Holzverladung genutzt. Hinsichtlich des Personenverkehrs kommt ihm heute keine große Bedeutung mehr zu, jedoch wurde er niemals zum Bedarfshalt degradiert.
In seiner größten Ausdehnung besaß der Bahnhof Immelborn drei Hauptgleise (1W, 2W, 3W) und drei weitere Gütergleise (4W–6W) auf der Werrabahnseite sowie auf der Liebensteiner Seite das Hauptgleis mit Umfahrgleis (1O, 2O) und ein Lokschuppengleis (3O) für eine Kleinlok.
Im Jahr 2023 wurden größere Umbauarbeiten sowie der Anschluss des Bahnhofs an ein elektronisches Stellwerk durchgeführt. Dabei entfiel der Bahnsteig 2 und Personenzugkreuzungen werden durch eine Mittelweiche ermöglicht. Die Bauarbeiten wurden im November 2023 abgeschlossen.

## Bahnsteige
Bis 2023 gab es einen Hausbahnsteig mit einem kurzen Bahnsteigdach sowie einen niveaugleich zugänglichen Zwischenbahnsteig
| Gleis | Länge in m | Höhe in cm | Nutzung                              |
| ----- | ---------- | ---------- | ------------------------------------ |
| 1     | 210        | 34         | Züge Richtung Eisenach und Meiningen |
| 2     | 242        | 34         | Sonderzugverkehr                     |

Im Zuge der Modernisierung der Stellwerkstechnik wurde der Hausbahnsteig barrierefrei ausgebaut.
| Gleis | Länge in m | Höhe in cm |
| ----- | ---------- | ---------- |
| 1     | 110        | 55         |

## Busanbindung
Seit der Einstellung des Personenverkehrs auf der Zweigstrecke nach Bad Liebenstein und Steinbach hielten die Busse vor dem Bahnhof neben den Gleisen nach Bad Liebenstein am Bornwiesenweg. Seit Anfang der 1990er Jahre wird die ehemalige Haltestelle des Schienenersatzverkehrs nicht mehr angefahren, durch Umbauten ist dies auch nicht mehr möglich. Beim Umsteigen zwischen Bus und Bahn sind nun etwa 300 m Fußstrecke einzuplanen. Zur Bushaltestelle in der Salzunger Straße müssen nun die Werrabahn und zumindest die Bahnhofstraße überquert werden.

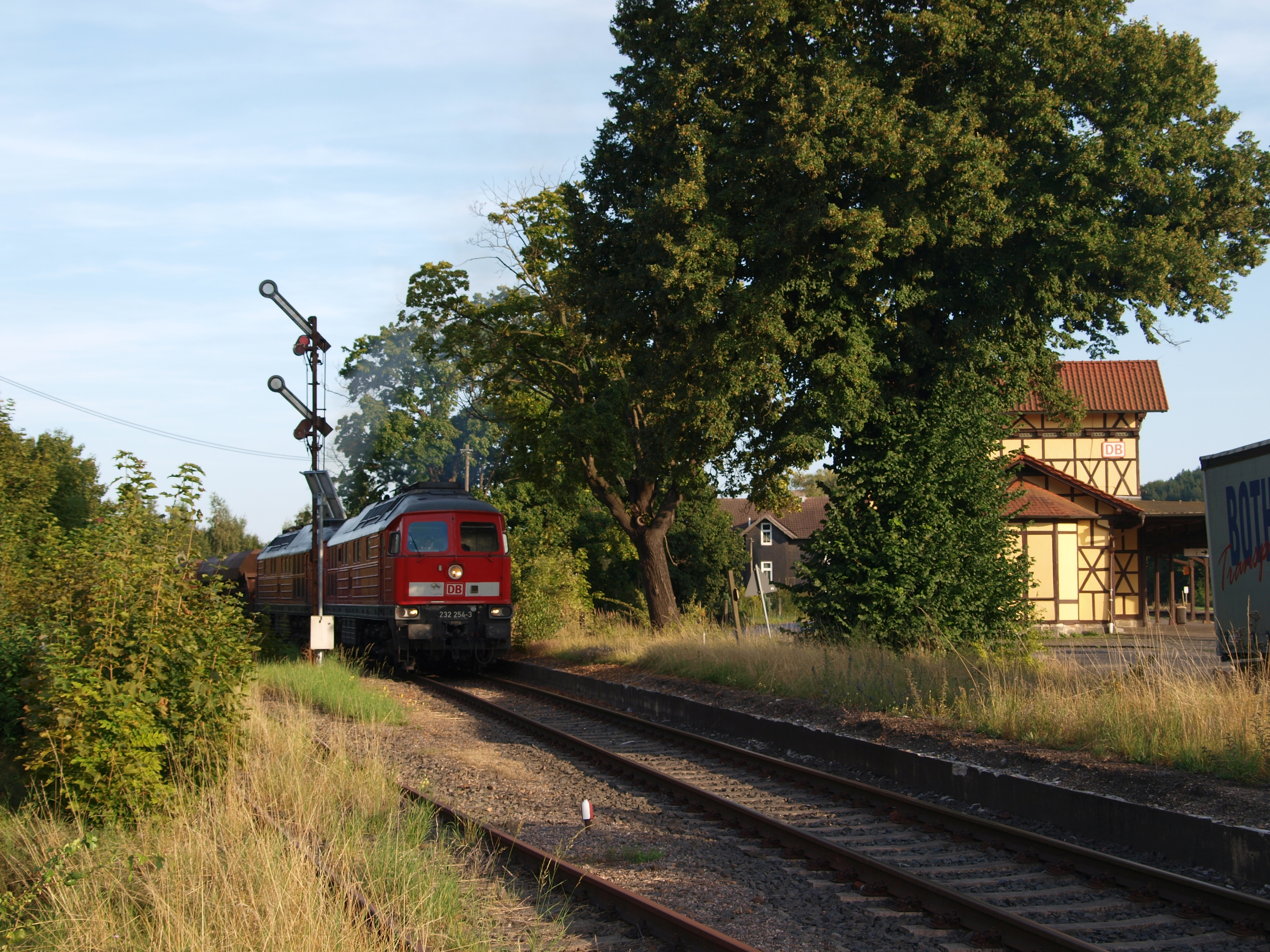
Bahnhof Immelborn Ostseite
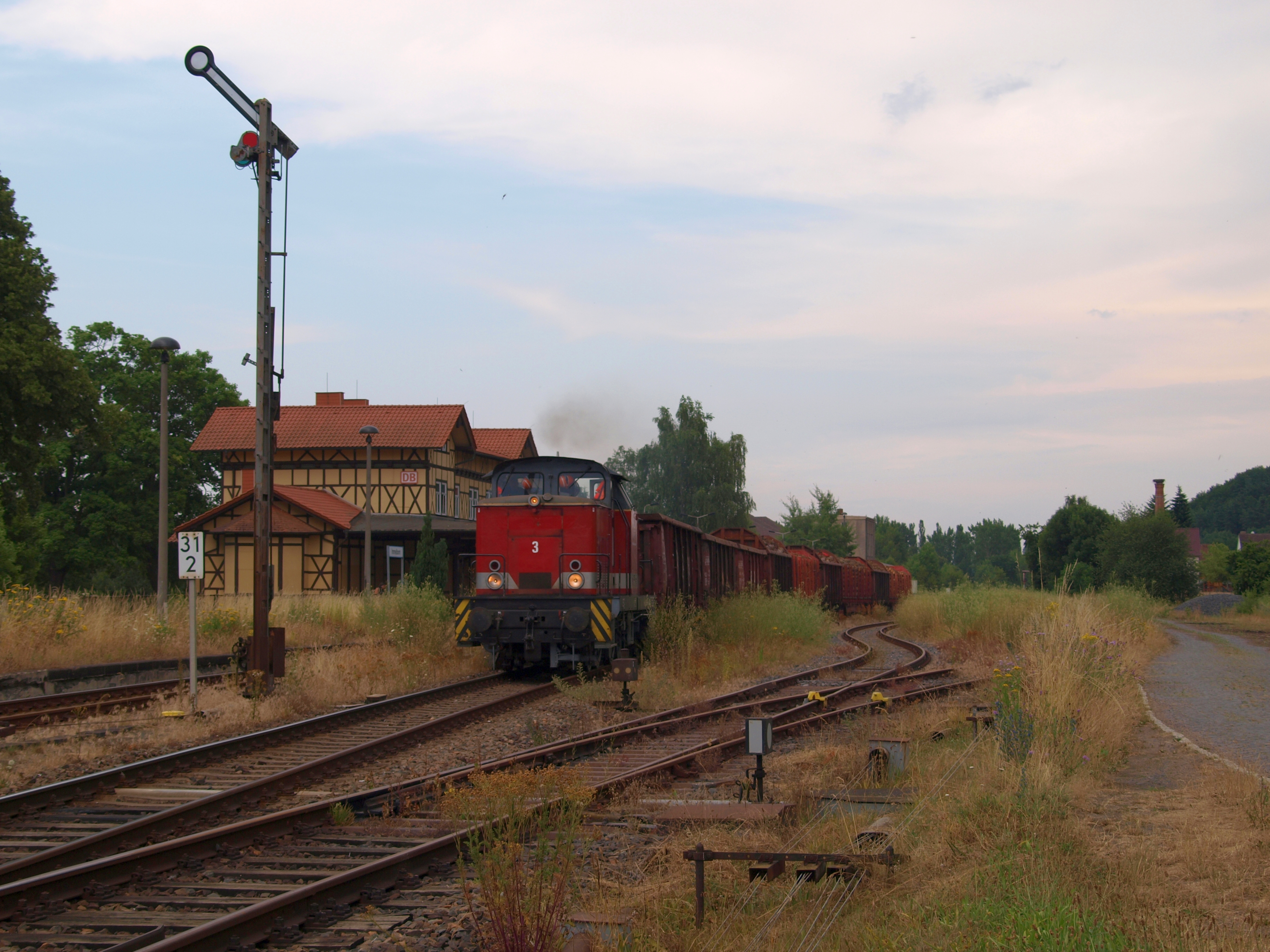
Westseite (Werrabahn)
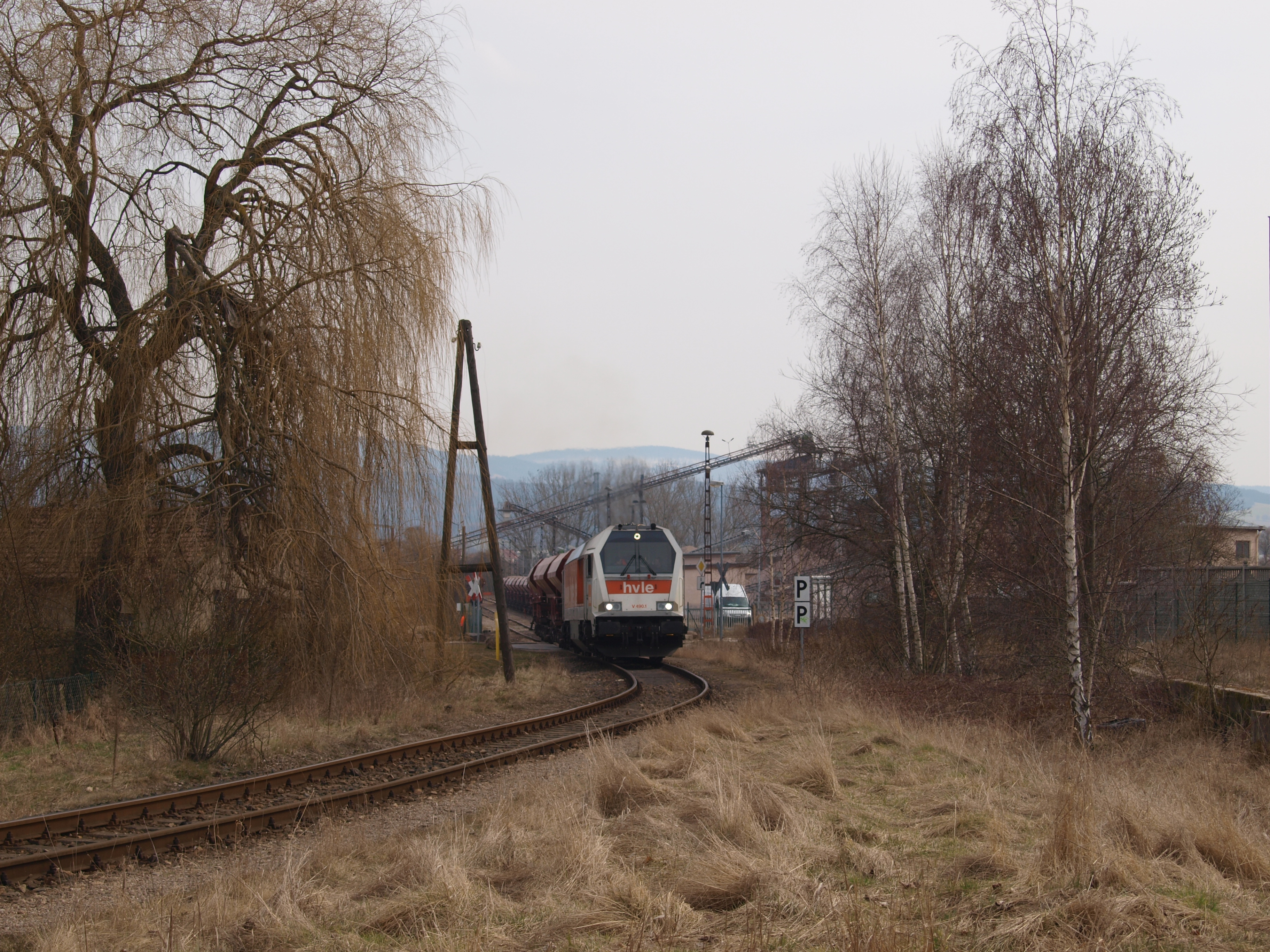
Blick vom Bahnhof zum Kieswerk
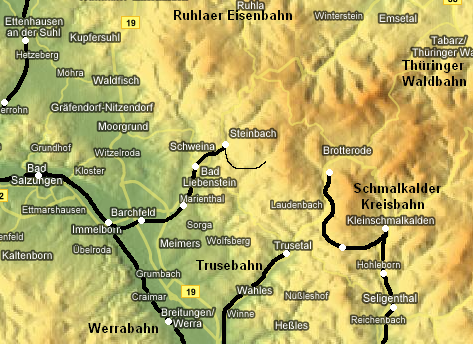
Bahnstrecken bei Immelborn
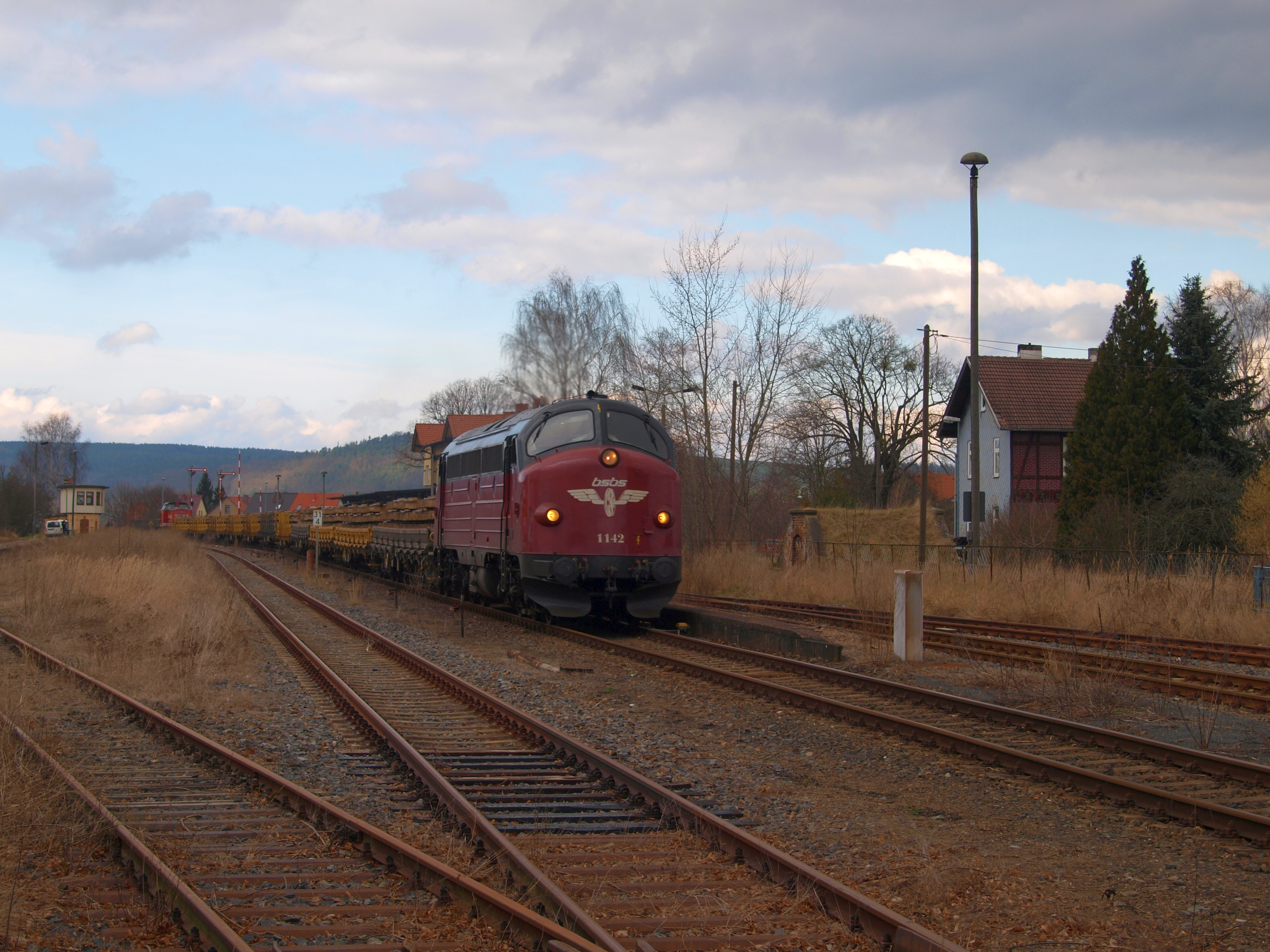
NoHAB in Immelborn (2014)

## Trivia
Am 12. Juli 1866 trafen aus Richtung Salzungen Truppentransporte der preußischen Armee am Bahnhof Immelborn ein. Im Zuge des preußisch-österreichischen Krieges sollten die Soldaten die Stadt Meiningen sowie bayerische Gebiete besetzen. Ihre Weiterfahrt verzögerte sich jedoch aufgrund von Schäden an der Strecke. Bis zur Fortsetzung ihrer Fahrt am Folgetag quartierte sich deshalb ein preußischer Offizier mit Gefolge im Steinschen Schloss in Barchfeld ein.